# Об'єкт 167

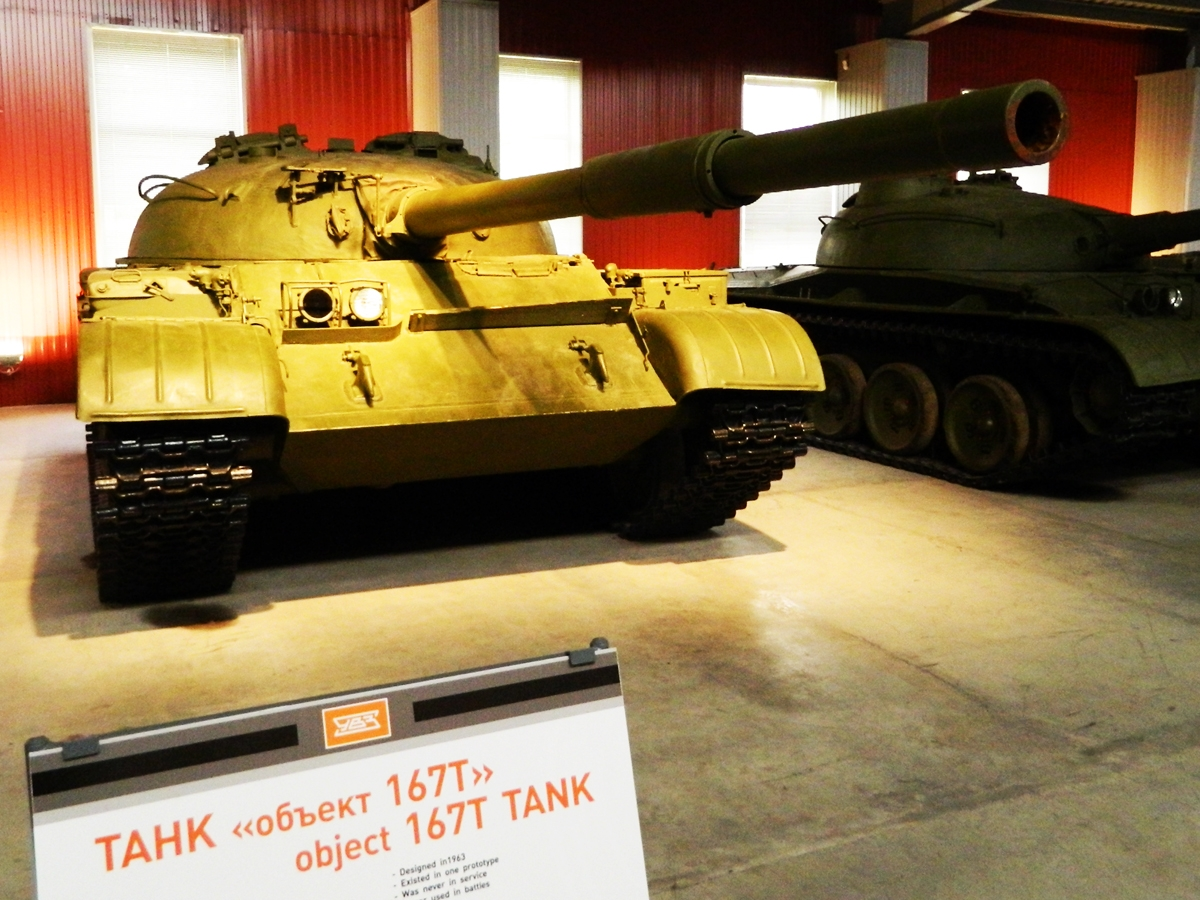
Об'єкт 167Т у Музеї бронетанкової техніки (Нижній Тагіл))

Об'єкт 167 — радянський дослідний середній танк створений в КБ Уралвагонзаводу на основі дослідного танку Т-62 (Об'єкт 150). Серійно не вироблявся. Окремі елементи, такі як підвіска, були в подальшому використані в танку Т-72 (Об'єкт 172).

## Історія створення
У 1961 році в ініціативному порядку на честь XXII з'їзду КПРС на Заводі № 183 у Нижньому Тагілі був розроблений танк під позначенням «Об'єкт 167». Керівником робіт був головний конструктор Карцев Л. Н. Спочатку проект був націлений на поліпшення характеристик танка Т-62 за рахунок нової ходової частини і більш потужного двигуна.
Згідно з технічним проектом новий танк повинен був мати такі поліпшення в порівнянні з Т-62:
- установка більш потужного озброєння;
- напівавтоматичне заряджання гармати;
- застосування протирадіаційних матеріалів безкасетного фільтра повітря;
- використання дизеля В—26, системи гідросервокерування агрегатами трансмісії, а також підтримуючих роликів і опорних котків меншого діаметра в ходової частини.

«Об'єкт 167» пройшов Державні випробування, за результатами яких був рекомендований до прийняття на озброєння. Однак на озброєння його не прийняли в зв'язку з прийняттям на озброєння в 1961 році «Об'єкту 166» під позначенням Т-62. Заперечення Карцева, що «Об'єкт 167» є більш досконалим танком ніж «Об'єкт 166», враховані не були, в зв'язку з необхідністю негайної заміни у виробництві повністю застарілого Т—54/55 і неготовністю до виробництва принципово нового танка «Об'єкт 432» (ОБТ Т—64). Однак роботи по «Об'єкту 167» не були згорнуті. З появою гармати Д-81 роботи були відновлені. Новий зразок отримав цю гармату, а також автомат заряджання. Новому танку був привласнений індекс «Об'єкт 167М». У січні 1963 року Л. М. Карцев написав листа Н. С. Хрущову, в якому пропонував все-таки налагодити серійний випуск «Об'єкту 167» у зв'язку з неготовністю Т-64. Однак отримав відмову.
Пізніше в 1963 році автомат заряджання, виготовлений для «Об'єкту 167М», був встановлений на одному з дослідних зразків Т-62 (Об'єкт 166Ж). У 1965 році були завершені роботи по його доопрацюванню. В результаті тагільський автомат заряджання вийшов кращим за харківський для «Об'єкту 432». Автомат був простіший за конструкцією, надійнішим, забезпечував перехід механіка-водія з відділення управління в бойове без виконання будь-яких попередніх робіт, за рахунок цього підвищував живучість танка при обстрілі. Автомат заряджання мав ємність на 21 постріл. В результаті, починаючи з 1966 року тагільський завод був готовий випускати танк Т-62 з автоматом заряджання, який міг використовувати боєприпаси для Т-64. Але і тоді танк не був запущений в серійне виробництво. 5 листопада 1967 року на Уралвагонзавод прибув міністр оборонної промисловості Звєрєв С. А., де йому було продемонстровано Т-62 з 125 мм гарматою Д-81 і автоматом заряджання. Автомат заряджання йому сподобався і він запропонував встановлювати його у Харківський Т-64. У такому варіанті всі вузли і механізми працювали задовільно, за винятком ходової частини. Через що було запропоновано використовувати ходову частину Об'єкту 167. Такій модифікації танка було присвоєно позначення «Об'єкт 172».

## Опис конструкції
Для стрільби прямим наведенням був встановлений денний приціл ТШ2Б-41 и нічний ТПН-1-41-11. Для стрільби с закритих вогневих позицій використовували боковий рівень і азимутальний вказівник цілі.

### Броньовий корпус і башта
Броньовий захист Об'єкту 167 — протиснарядний. Жилі відділення захищалися всередині і зовні пластинами з протирадіаційних матеріалів. Щоб зберегти масу в гранично допустимих нормах трохи була зменшена товщина нижнього лобового (80 мм), кормового (30 мм) і бортових листів корпусу (70 мм) в порівнянні з танком Т-62. Більш того, була змінена конструкція люка механіка—водія. Люк був зміщений на 50 мм вправо і на 20 мм вперед. Щоб розмістити нові збільшені радіатори системи охолодження, кормової лист був нахилений назад на 13°50'. У кормі над вентилятором замість відкидної кришки встановлено жалюзі, яке регулювалося з місця механіка-водія. Дах над двигуном відкидався на одних петлях, що і дах над радіатором. Така конструкція дозволила прибрати люк над повітроочищувачем. У відділенні управління під сидінням механіка-водія в днище була виконана виштампування, для зручності розміщення.
Башта була запозичена з танка Т-62, проте з деякими змінами: був збільшений розмір, кількість і змінено розташування бонок для кріплення обладнання, товщина кришки люка заряджаючого була зменшена з 25 мм до 20 мм. З кришки люка командира був прибраний сигнальний люк.

### Озброєння
Спочатку на дослідний танк планувалося встановити 125-мм гладкоствольну гармату Д-81, проте на перших зразках через відсутність такої гармати була встановлена 115-мм гармата У-5ТС. З нею був спарений 7,62 мм кулемет СГМТ. У 1963-1964 роках, як експеримент, на одному з дослідних зразків були встановлені напрямні для ПТКР 9М14 «Малютка».

### Двигун і трансмісія
Щоб поліпшити динамічні якості танка, в моторно-трансмісійному відділенні встановлювався двигун В—26. При частоті обертання колінчастого вала 2100 об/хв, двигун розвивав потужність до 515 кВт (700 к.с.), в результаті питома потужність зросла до 19,1 к.с./т. Двигун В-26 був створений на базі серійного В—55, мав ті ж посадочні місця і встановлювався на тому ж підмоторному фундаменті. Допоміжним стартером СТ—16М, від двох п'ятилітрових балонів зі стисненим повітрям, здійснювався пуск двигуна. Щоб забезпечити надійний пуск двигуна в холодну пору, на танку був встановлений форсуночний підігрівач з примусовою подачею палива і циліндричним котлом сорочкового типу. У порівнянні з Т-62 ємність паливних баків була збільшена на 40 л. Запас ходу танка «Об'єкт 167» по шосе досяг 550—600 км.
У зв'язку з установкою більш потужного дизеля, агрегати трансмісії були посилені, але при цьому зберегли взаємозамінність з агрегатами танка Т-62Т-62. У трансмісії була змінена конструкція вхідного редуктора, тепер він мав привід до генератору. Щоб забезпечити підвищені швидкості руху, було змінено передавальне число бортового редуктора.

### Ходова частина
У ходовій частині була застосована торсіонна підвіска з оригінальними важільно-лопатевими гідроамортизаторами на крайніх вузлах. На 1, 2, 5—му і 6—му вузлах кожного борту були встановлені обмежувачі ходу балансирів. Робоча довжина торсіонна була збільшена, з одночасним зменшенням діаметра до 42 мм. Завдяки цьому вдалося збільшити динамічний хід опорних котків до 242 мм, що дало велику плавність ходу.

## Модифікації
- «Об'єкт 167Ж» — з гарматою 2А21
- «Об'єкт 167М» — з гарматою Д-81
- «Об'єкт 167Т» — з двигуном ГТД—3Т
- «Об'єкт 167ТУ» — з двигуном ГТД—3ТУ, який мав зменшений час пуску в умовах низьких температур
- «Об'єкт 166ТМ» — на базі серійного танку Т—62 з двигуном ГТД—3ТУ, але ходовою частиною «Об'єкт 167»

## Екземпляри які збереглися
- Росія]:
  - Бронетанковий музей у м. Кубинка
  - Музей бронетанкової техніки Уралвагонзавода